# Weiden Challenger 1997
Il Weiden Challenger 1997 è stato un torneo di tennis facente parte della categoria ATP Challenger Series nell'ambito dell'ATP Challenger Series 1997. Il torneo si è giocato a Weiden in Germania dal 9 al 15 giugno 1997 su campi in terra rossa.

## Vincitori

### Singolare
Dirk Dier ha battuto in finale  Tamer El Sawy con il punteggio di 7–6, 6–3

### Doppio
Geoff Grant /  Mark Merklein hanno battuto in finale  Grant Doyle /  Myles Wakefield con il punteggio di 6–4, 7–6